# Timotheos (Staatsmann)
Timotheos (altgriechisch Τιμόθεος Timótheos; * um 411 v. Chr. in Athen; † 354 v. Chr. in Chalkis auf Euböa) war ein athenischer Politiker und Stratege. In den 370er Jahren v. Chr. gehörte zu den einflussreichsten Persönlichkeiten in Athen. 375 v. Chr. bewirkte er den Beitritt von Korkyra (heute Korfu) und weiteren griechischen Inseln und Städten zum Zweiten Attischen Seebund. Da er später Korkyra nicht rechtzeitig Militärhilfe leistete, wurde er 373 v. Chr. angeklagt, erreichte jedoch einen Freispruch. Ab 372 v. Chr. lebte er für mehrere Jahre im Ausland. Nach Athen zurückgekehrt eroberte er 365 v. Chr. Samos und in der Folge Sestos und einige Städte in Chalkidike und an der makedonischen Küste. Während des Bundesgenossenkriegs weigerte er sich wegen eines Sturms, seinen Mitfeldherrn Chares in einer Seeschlacht zu unterstützen, wurde daraufhin erneut angeklagt und zur Zahlung einer hohen Geldbuße verurteilt. Er begab sich nach Chalkis und starb dort kurz danach.

## Leben

### Abstammung; Jugend; Militärdienste für Athen
Timotheos war ein Sohn des Feldherrn Konon und stammte aus dem attischen Demos Anaphlystos. In seiner Jugend scheint er das von seinem Vater ererbte beträchtliche Vermögen wirksam zur Schau gestellt zu haben, wie einer Anspielung der 388 v. Chr. revidierten Fassung des Werks Plutos des Komödiendichters Aristophanes zu entnehmen ist. Laut einigen antiken Quellen habe er sich erst durch die Bekanntschaft mit dem athenischen Redners Isokrates, dessen Freund und Schüler er wurde, höheren Zielen zu widmen begonnen. Jedenfalls erwarb er sich bald den Ruf eines ehrenhaften, fähigen Mannes. Er gehörte in den Jahrzehnten nach dem Königsfrieden (387/386 v. Chr.) gemeinsam mit den herausragenden Strategen Chabrias und Iphikrates sowie dem führenden Politiker Kallistratos zu den einflussreichsten Männern in Athen. Diese neue Führungsriege war nicht von einem einseitigen politischen Doktrinarismus durchdrungen und verstand es, politisch und militärisch fähig zu handeln.
378/377 v. Chr. wurde Timotheos gemeinsam mit Chabrias und Kallistratos zum Strategen gewählt. Damals entstand maßgeblich unter dem Einfluss des Kallistratos der Zweite Attische Seebund. Im Frühjahr 375 v. Chr. wurde Timotheos, erneut Stratege, auf Vorschlag der Thebaner als Kommandant von 60 Trieren nach der Peloponnes gesandt, um die Spartaner von einer Invasion Böotiens abzuhalten. Außerdem hatte er auf dieser Seereise weitere Mitglieder für den Attischen Seebund zu werben. Er unternahm zunächst verheerende Einfälle in Gebiete an der lakonischen Küste und segelte dann nach Korkyra (heute Korfu), um diese Insel für Athen zu gewinnen. Damals bekämpften einander auf Korkyra Demokraten und Aristokraten. Nach Schlichtung des Streits schlossen allein die Demokraten für ihre Partei eine Allianz mit Timotheos. Durch sein versöhnliches Verhalten erwarb sich der athenische Stratege auch bei Gegnern Sympathien. Dann segelte er zum Festland hinüber und schloss Freundschaft mit König Alketas I. von Epirus, Dieser trat aber nicht sofort dem Attischen Seebund bei, da er zuvor die Zustimmung seines Lehnsherrn Iason von Pherai einholen musste.
Inzwischen war der spartanische Nauarch Nikolochos mit einer Kriegsflotte von 55 Trieren aufgebrochen und traf im Juni 375 v. Chr. beim an der Küste Akarnaniens nahe der Insel Leukas gelegenen Ort Alyzia auf das Geschwader des Timotheos. In der folgenden Seeschlacht bei Alyzeia erzielte Timotheos durch geschickte Ausnutzung der Schwerfälligkeit der gegnerischen Schiffe und sparsamen Einsatz seiner eigenen Streitkräfte einen Sieg über Nikolochos. Nachdem er Zuzug durch eine kleine Hilfsflotte aus Ambrakia erhalten hatte, soll Nikolochos laut Xenophon seinem Gegner eine neue Schlacht angeboten haben, die Timotheos aber nicht angenommen habe. Nun ließ Timotheos die Schäden an seinen Schiffen ausbessern, und nachdem noch eine kleine Verstärkungsflotte aus Korkyra zu ihm gestoßen war, beherrschte er die westgriechischen Küstengewässer. Nach seinem Seesieg traten auch Akarnanien, Kephallenia, der epirotische König Alketas, der Tyrann Iason von Pherai und andere dem Attischen Seebund bei. In Athen löste Timotheos’  Seesieg große Begeisterung aus. Er hatte aber nicht ausreichend Finanzmittel zur Verfügung und bat daher die athenische Führung um die Zusendung weiterer Gelder.
Im Frühjahr 374 v. Chr. kam ein allgemeiner Friede in Griechenland zustande. Der Aufforderung zur raschen Rückkehr leistete Timotheos Folge, landete aber unterwegs in Zakynthos, um von dieser Insel vertriebene und zu ihm geflüchtete Demokraten dorthin zurückzuführen und bei der Anlage des Festungswerks Arkadia auf dem Berg Nellos zu unterstützen. Daraufhin beschwerte sich die oligarchische Partei der Insel bei Sparta, das sich zwar gleichfalls nicht viel um den Frieden kümmerte, aber dennoch bei der athenischen Führung über Timotheos’ Verhalten beschwerte. Da Sparta in Athen kein Gehör fand, erklärte es den Frieden für gebrochen. Die Demokraten von Zakynthos schlossen sich ebenfalls dem Attischen Seebund an. Im Sommer 374 v. Chr. kehrte Timotheos nach Athen zurück.
Anfang 373 v. Chr. wandten sich Oligarchen auf Korkyra an Sparta, um Unterstützung gegen die Anhänger der demokratischen Partei der Insel anzufordern. Daraufhin schickten die Spartaner ihnen eine Hilfsflotte. Auf nun ergangene Hilfsgesuche der korkyräischen und zakynthischen Demokraten beschloss die athenische Volksversammlung, den Strategen Stesikles nach Zakynthos und Timotheos mit 60 Schiffen nach Korkyra gegen den dort operierenden spartanischen Nauarchen Mnasippos zu entsenden. Wegen Finanzierungsproblemen und zu geringer Streitkräfte segelte Timotheos zunächst auf der Suche nach neuen Hilfsquellen nach Thrakien, gewann dort weitere Städte für den Attischen Seebund und bahnte wahrscheinlich bei dieser Gelegenheit freundschaftliche Beziehungen mit König Amyntas III. von Makedonien an. Wegen weiterhin bestehender Geld- und Verpflegungsschwierigkeiten blieb Timotheos in Kalaureia und kam nicht den Demokraten von Korkyra zu Hilfe. Auf Betreiben des Iphikrates und Kallistratos wurde er deswegen abberufen, seines Amtes enthoben und im November oder Dezember 373 v. Chr. angeklagt. Aufgrund der Fürsprache des eigens aus Anlass des Prozesses nach Athen gekommenen Königs Alketas von Epiros und des Tyrannen Iason von Pherai erfolgte zwar der Freispruch des Timotheos, doch erhielt Iphikrates das ihm entzogene Strategenamt. Damals befand sich Timotheos in großer Finanznot, da er wohl einen bedeutenden Teil seines Vermögens während seines Dienstes für Athen ausgegeben hatte, und musste sich sogar das Geld für die Bewirtung seiner vornehmen Gäste Alketas und Iason leihen.

### Aufenthalt in Persien; spätere Karriere und Tod
Timotheos trat 372 v. Chr. in die Dienste des Perserkönigs Artaxerxes II. und sollte diesen mit einem griechischen Kontingent bei einem eventuellen neuen Feldzug gegen den ägyptischen Pharao Nektanebos I. unterstützen. Über den mehrjährigen Aufenthalt des athenischen Strategen im Ausland ist aber nichts Näheres überliefert. Spätestens 366 v. Chr. kehrte Timotheos nach Athen zurück und wurde als Kommandant eines Geschwaders von 30 Trieren dem phrygischen Satrapen Ariobarzanes zu Hilfe geschickt. Er hatte allerdings die Weisung, Ariobarzanes nicht bei Unternehmungen gegen dessen Oberherrn Artaxerxes II. zu unterstützen und leistete daher dem Satrapen keinen militärischen Beistand bei der Revolte gegen den Perserkönig. Er wandte sich jedoch gegen Samos, das von einer unter dem Befehl des Kyprothemis stehenden persischen Garnison besetzt war. Die Belagerung der Insel zog sich zehn Monate dahin, doch letztlich konnte er sie erobern. 365 v. Chr. segelte er weiter nach Norden und gewann die am Hellespont gelegenen Städte Sestos und Krithote für Athen. Dies richtete die Aufmerksamkeit der Athener auf den Erwerb der ganzen thrakischen Chersones.
Anstelle des Iphikrates erhielt Timotheos um 364 v. Chr. den Oberbefehl gegen den Städtebund der Chalkidike. Ihm gelang die Einnahme von Methone, Torone, Pydna und Potideia. Für Makedonien, das damals von Perdikkas III. regiert wurde, gingen damit die Städte Pydna und Methone zunächst verloren. Perdikkas III. schloss jedoch einen Vertrag mit Timotheos. Vielleicht unterstützte er auch dessen weitere Kriegsführung. Gegen Amphipolis und Olynth hatte Timotheos keinen Erfolg. Zu diesem Fehlschlag trug bei, dass der Söldnerführer Charidemos nicht in die Dienste von Timotheos trat, wie dieser wünschte, sondern sich zum Thrakerfürsten Kotys I. begab. 363 v. Chr. zog Timotheos erneut nach dem Hellespont, errang einige militärische Erfolge über das unter dem Einfluss des thebanischen Staatsmanns Epaminondas von Athen abgefallene Byzantion und befreite Kyzikos von einer feindlichen Belagerung. Inzwischen erlitt sein Stratege Alkimachos, den er mit einem Teil seiner Armee vor Amphipolis zurückgelassen hatte, eine schwere Niederlage.
Der Geldmakler Apollodoros strengte um 362 v. Chr. einen Prozess gegen Timotheos wegen nicht zurückgezahlter Darlehen an, die dieser von Pasion, dem Vater des Klägers, erhalten habe. Wohl damals söhnte sich Timotheos mit Iphikrates aus. 357 v. Chr. setzte sich Timotheos mit seiner Beredsamkeit erfolgreich dafür ein, dass die Athener eine Streitmacht zu der von einer thebanischen Invasion bedrohten Insel Euböa sandten. In der Folge mussten sich die Thebaner zurückziehen.
Im Bundesgenossenkrieg wurde Timotheos 356 v. Chr. zusammen mit Chares, Iphikrates und dessen Sohn Menestheus zum Kommandanten der athenischen Flotte ernannt. Die vier Strategen belagerten zunächst Samos. Als Chares im Sommer 356 v. Chr. trotz des Aufkommens eines Sturms eine Seeschlacht bei Embata ausfechten wollte, verweigerten Timotheos und seine beiden Mitstrategen ihre Mithilfe. Chares ging allein in die Schlacht und erlitt eine verheerende Schlappe. Er machte nun seine Kollegen im Feldherrenamt für seinen Misserfolg verantwortlich. Timotheos, Iphikrates und Menestheus wurden nach Athen zurückberufen und wegen Bestechung oder Verrats angeklagt. Während Iphikrates und sein Sohn einen Freispruch erlangten, wurde Timotheos zu einer hohen Geldstrafe von 100 Talenten verurteilt. Laut Isokrates war der Schuldspruch vor allem auf sein stolzes und hochmütiges Auftreten im Prozess zurückzuführen, bei dem er im Bewusstsein treuer Pflichterfüllung die Richter um Gnade zu bitten verschmähte. Timotheos verließ daraufhin Athen und starb 354 v. Chr. in Chalkis auf Euböa.
374 v. Chr. war für Timotheos eine Ehrenstatue auf der athenischen Agora errichtet worden. Sein Freund Isokrates schilderte ihn lobend als fähigen Feldherrn und Politiker sowie als stolzen Aristokraten von lauterer Gesinnung. Der Rhetor und Anwalt Polyainos rühmte Timotheos’ militärisches Talent. Cornelius Nepos verfasste eine erhaltene kurze Vita des Timotheos, die er in sein biographisches Sammelwerk De viris illustribus aufnahm.